# Île King Christian
L'île King Chirstian est une île inhabitée des îles de la Reine-Élisabeth de l'archipel arctique canadien dans la région de Qikiqtaaluk au Nunavut au Canada. Elle est située dans l'océan Arctique à 13,5 km au sud-ouest de la côte de l'île Ellef Ringnes de laquelle elle est séparée par le détroit de Danish.

## Annexe